# UN-SPIDER

UN-SPIDER (United Nations Platform for Space-based Information for Disaster Management and Emergency Response, Programme des Nations unies pour l’exploitation de l’information d’origine spatiale aux fins de la gestion des catastrophes et des interventions d’urgence) est une plateforme qui facilite l’utilisation des technologies d’origine spatiale pour la gestion des catastrophes et des interventions d’urgence. Il s’agit d’un programme sous l'égide du Bureau des affaires spatiales des Nations unies (UNOOSA).

## Application des techniques spatiales à la gestion des catastrophes
La vulnérabilité face aux catastrophes naturelles est susceptible d'augmenter à mesure que l'impact du changement climatique et du processus de dégradation des terres continue d'augmenter avec la croissance démographique rapide. Les tremblements de terre, les inondations, les tempêtes et autres catastrophes naturelles causent des dommages massifs pour les sociétés et surchargent les systèmes économiques nationaux. Des pertes humaines et matérielles considérables pourraient cependant être évitées grâce à une meilleure information et prédiction sur le risque et la survenue de catastrophes, l'amélioration de l'évaluation des risques, l'alerte précoce et la surveillance des catastrophes. En reconnaissance de ces besoins, l’Assemblée générale des Nations unies, dans sa résolution 61/110 du 14 décembre 2006, a reconnu que l'utilisation des technologies d’origine spatiale existantes, telles que l’observation terrestre, les satellites météorologiques, les satellites de communication et de navigation peuvent jouer un rôle majeur au soutien de la gestion des catastrophes en fournissant des informations exactes et à temps pour la prise de décision.

## Organisation et structure

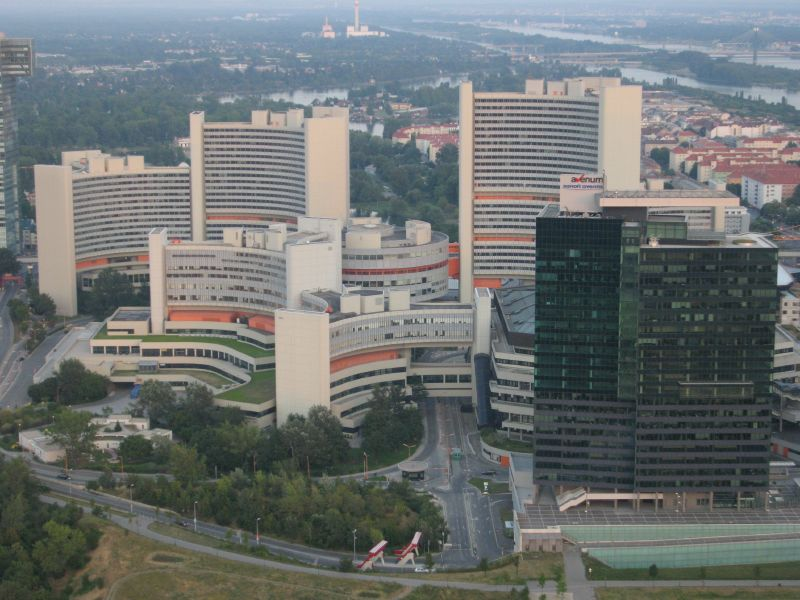
Nations unies, Vienna International Centre

Dans sa résolution 61/110 du 14 décembre 2006, l'Assemblée générale des Nations unies a décidé d’établir UN-SPIDER comme nouveau programme des Nations unies, avec la déclaration de mission suivante : « S’assurer que tous les pays et toutes les organisations internationales ou régionales ont un accès à tout type d’information d’origine spatiale de même que la capacité à s’en servir afin d’assister le cycle complet de la gestion des catastrophes ». Ce faisant, UN-SPIDER vise trois objectifs : être un point d’accès aux données spatiales à l’appui de la gestion des catastrophes, de servir comme trait d’union entre les responsables de la gestion des catastrophes et la communauté spatiale, et être un facilitateur du renforcement des capacités et du renforcement institutionnel.
UN-SPIDER a trois bureaux : à Vienne (Autriche), à Bonn (Allemagne) et à Pékin (Chine).
Le Bureau de UN-SPIDER à Vienne est situé au siège général de l'UNOOSA au Vienna International Centre. Les membres du personnel sont chargés de la coordination générale de UN-SPIDER, de la collecte de fonds, de la coordination du bureau de support régional et d’Aide en Conseil Technique. Le bureau est supporté par le gouvernement autrichien.

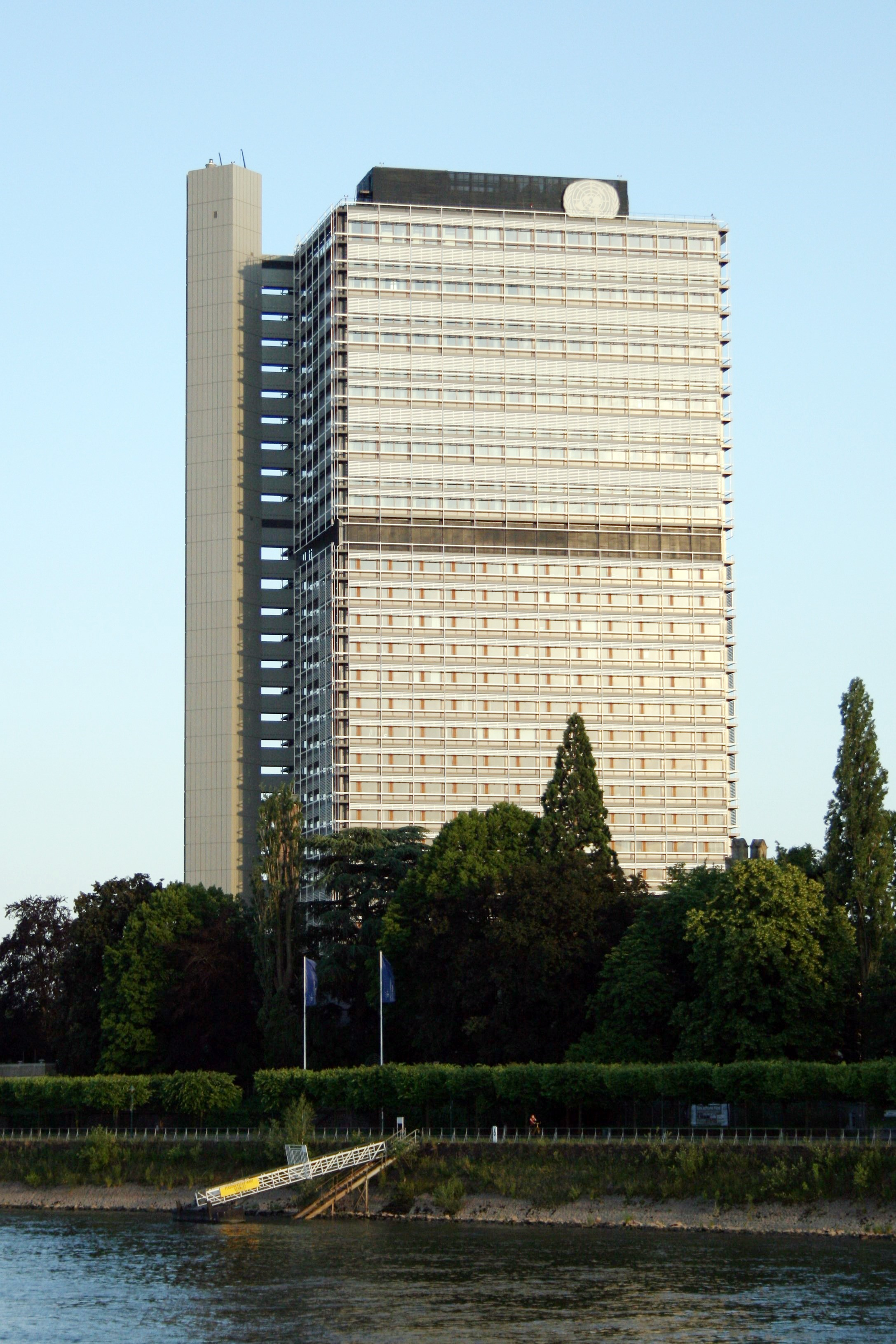
Nations unies, Langer Eugen, Bonn

Le bureau de UN-SPIDER à Bonn a été établi en octobre 2007 avec le soutien du ministère fédéral de l’Économie et de la Technologie (BMWi) et du Deutsches Zentrum für Luft- und Raumfahrt (DLR), l'agence spatiale allemande. Le Bureau de UN-SPIDER à Bonn est responsable de la gestion des connaissances de UN-SPIDER. L'objectif est de s'assurer de l’accessibilité aux données et de leur diffusion aux utilisateurs finaux dans les domaines de la gestion des catastrophes et des interventions d'urgence humanitaire. Cela se fait principalement via le portail des connaissances de UN-SPIDER, qui est géré par le personnel de Bonn. Le Bureau de Bonn travaille également en coopération avec l’aide en conseil technique d'Amérique latine et des Caraïbes.
Le bureau de Pékin a ouvert le 9 novembre 2010 et est soutenu par le gouvernement de la république populaire de Chine. Le bureau de Pékin se charge principalement du soutien consultatif technique des régions d'Asie et Pacifique et de la coordination du réseau UN-SPIDER de points focaux nationaux.

## Activités d’UN-SPIDER

### Gestion des connaissances
L’acquisition, le traitement et le transfert de connaissance est l’élément essentiel des activités d’UN-SPIDER. Les connaissances basées sur les informations spatiales et les solutions pour soutenir la gestion des risques et des catastrophes et les interventions d’urgence, sont ainsi mises à disposition sur le portail de connaissances de UN-SPIDER.
Le portail de connaissances de UN-SPIDER  est le centre de toutes les activités de gestion des connaissances menées dans le cadre de UN-SPIDER, car il fournit un environnement d’accueil et un outil de diffusion pour tous les produits en résultant. Le portail de connaissances a été mis en ligne en juin 2009, et a été depuis continuellement modifié et amélioré. Son principal outil, le Space Application Matrix, est un moteur de recherche sophistiqué permettant la mise à disponibilité des articles de recherche et des études de cas sur l'application des différentes ressources spatiales dans toutes les phases du cycle de gestion des catastrophes. Le portail fournit également les dernières informations des communautés spatiales sur la gestion des catastrophes et des risques, des informations sur des ateliers, des formations et des événements ainsi que des détails de son profil sur le réseau de partenaires de UN-SPIDER.
Les activités de gestion des connaissances de UN-SPIDER sont accompagnées d'efforts de sensibilisation. Puisque la sensibilisation est un processus visant à améliorer le niveau de compréhension des personnes ciblées, favorisant le changement dans les attitudes et les comportements, il est essentiel à la réussite de la promotion de l'utilisation des informations spatiales. Dans le cadre de UN-SPIDER, la sensibilisation est conçue comme un processus continu d'accompagnement, de facilitation et de préparation aux activités, comme de nouveaux publics sont abordés, de nouveaux partenariats sont formés et de nouvelles solutions technologiques sont développées, offrant de nouvelles possibilités pour les groupes cibles existants et nouveaux. UN-SPIDER met en œuvre ses activités de sensibilisation principalement par ses publications telles que les mises à jour mensuelles et le bulletin semestriel, ainsi que via son portail de connaissances.

### Activités de promotion
L'expérience montre que la conduite des activités ciblant le cycle complet de la gestion des catastrophes couvre une variété d'organismes du secteur public et du secteur privé, à niveaux différents, et est mieux réalisée lors d'une approche coordonnée. Les activités de promotion de UN-SPIDER contribuent à l'implication des praticiens et des experts de la gestion des catastrophes et la communauté spatiale dans les activités de UN-SPIDER avec l'objectif final de promouvoir l'utilisation de l'information d’origine spatiale pour appuyer le cycle complet de la gestion des catastrophes.
Les activités de promotion de UN-SPIDER comprennent l'organisation des ateliers, de séminaires et de réunions d'experts dans toutes les régions ainsi que le soutien aux événements similaires organisés par ses partenaires. Le personnel de UN-SPIDER participe en outre aux événements appropriés dans le monde entier pour sensibiliser aux activités de UN-SPIDER et aux opportunités que les informations d’origine spatiale offrent pour la gestion des catastrophes et la gestion des risques.

### Aide en conseil technique
L’aide en conseil technique est l’une des principales activités de UN-SPIDER au niveau national. Elle sert à identifier les capacités existantes d'utilisation des informations d’origine spatiale, à analyser le cadre institutionnel pour supporter la gestion des catastrophes par l'information d’origine spatiale et à identifier les limites qui entravent l'utilisation de ces informations. L’aide en conseil technique tente de permettre aux États membres de surmonter ces limitations grâce à la coopération internationale et aux possibilités régionales, la mise en réseau avec les institutions régionales et la mise en place de plans de gestion des catastrophes. Elle couvre les aspects régionaux spécifiques tels que les questions transfrontalières, l'intervention d'urgence, l'évaluation des risques, les systèmes de gestion des catastrophes basés sur les SIG, et la réduction des risques de catastrophe. Les efforts de l’aide en conseil technique, vont d'un appel téléphonique de consultation simple à la facilitation de l'assistance technique, des missions, des formations et des ateliers. L’aide en conseil technique de UN-SPIDER revêt trois aspects : missions de conseil technique (Technical Advisory Missions), renforcement des capacités (Capacity Building) et la facilitation de l'aide technique (Facilitation of Technical Support).
Les missions de consultation technique (Technical Advisory Missions, TAMs) sont un instrument pour identifier les besoins des États membres concernant leurs capacités à profiter entièrement des informations d’origine spatiale. Elles sont officiellement demandées par leur gouvernement national respectif et sont menées par une équipe d'experts. L'équipe se réunit avec les autorités de développement et de gestion des catastrophes importantes au sein du gouvernement, les organismes des Nations unies, les organisations/initiatives régionales et internationales et les entrepreneurs privés afin de discuter du sujet en profondeur. Elles font des recommandations portant sur les moyens d'améliorer l'accès et l'utilisation des données spatiales dans la gestion des risques et des catastrophes. Depuis 2008, diverses missions ont été menées dans les pays d'Amérique latine, dans les Caraïbes, en Afrique, en Asie et dans le Pacifique.
UN-SPIDER définit son renforcement des capacités comme le processus de facilitation du renforcement des compétences des individus, des équipes et des organismes à utiliser les informations d’origine spatiale pour prévenir, atténuer et répondre efficacement aux défis posés par les catastrophes naturelles et les crises humanitaires. Les efforts de renforcement des capacités de UN-SPIDER comprennent quatre types d'activités complémentaires : fournir des conseils politiques pertinents aux institutions et aux gouvernements concernant l'utilisation de l'information d’origine spatiale pour soutenir le cycle complet de la gestion des catastrophes, faciliter l'accès aux données spatiales et aux services, faciliter la formation des individus sur l'accès à et l'utilisation de telles données et faciliter l'accès à l'infrastructure, matérielle et logicielle, et aux services pour les applications d’origine spatiale. Par conséquent, le renforcement des capacités de UN-SPIDER vise simultanément les institutions, les personnes et les infrastructures.
En cas de situations d'urgence et de catastrophes, UN-SPIDER fournit une aide technique en jouant le rôle d'un pont entre les différentes agences de gestion des catastrophes chargées des opérations d'intervention et les agences spatiales ou les mécanismes qui ont été établis par la communauté spatiale tels que la Charte internationale : Espace et catastrophes majeures. UN-SPIDER fournit cet appui à travers l'activation de son réseau de bureaux de supports régionaux (Regional Support Offices, RSO) et à travers ses liens avec diverses agences spatiales spécifiques.

## Réseau d’UN-SPIDER
UN-SPIDER a créé un réseau mondial afin d'encourager et de renforcer des alliances stratégiques et des partenariats à l'échelle mondiale et régionale. Il existe deux types de réseaux : bureaux régionaux d’appui (Regional Support Offices, RSOs) et des centres nationaux de liaison (National Focal Points, NFP).

### Bureaux régionaux d’appui
Un bureau régional d’appui est un centre d’expertise régional ou national qui est mis en place au sein d’une entité existante par un  État membre. L’établissement d’un réseau de bureaux régionaux d’appui a été approuvé par l’Assemblée générale des Nations unies dans sa résolution 61/110. UN-SPIDER a actuellement 17 bureaux régionaux d’appui. Des informations détaillées sur tous les bureaux régionaux d’appui peuvent être trouvées sur le Portail de connaissances de UN-SPIDER.
Les bureaux régionaux d’appui communiquent et se coordonnent avec le personnel de UN-SPIDER sur une base régulière, couvrant les trois domaines suivants :
- activités de promotion et de renforcement des capacités,
- coopération horizontale (communautés de pratique, gestion des connaissances, contributions au portail de connaissances),
- aide en conseil technique.

### Centres nationaux de liaison
Tel que défini par l’Assemblée générale des Nations unies, un centre national de liaison est une institution nationale, désignée par le gouvernement du pays concerné, représentant les milieux de la gestion des catastrophes et des applications spatiales. Parmi eux se trouvent par exemple les membres des agences spatiales - ou des organismes de protection civile. UN-SPIDER créer des réseaux avec tous les pays par le biais des centres nationaux de liaison.
Un centre national de liaison travaille en collaboration avec UN-SPIDER pour atteindre les objectifs suivants :
- promouvoir l'accès et l'utilisation des solutions spatiales pour la gestion des catastrophes dans le pays concerné,
- renforcer les planifications et politiques de gestion des catastrophes nationales,
- implémentation d'activités nationales spécifiques intégrant des solutions technologiques d’origine spatiale pour soutenir la gestion des catastrophes.